# Claude Vignon (sculptrice)
Pour les articles homonymes, voir Vignon et Cadiot.
Ne doit pas être confondu avec Claude Vignon (1593-1670), peintre et graveur.
Claude Vignon, pseudonyme de Marie-Noémie Cadiot, est une sculptrice, critique d'art, journaliste, romancière et féministe française, née le 12 décembre 1828 à Paris et morte le 10 avril 1888 à Villefranche-sur-Mer (Alpes-Maritimes).

## Biographie
Marie-Noémi est la fille d’Alexandrine-Zoé de Montbarbon et de Louis Florian Marcellin Cadiot, journaliste sous la restauration et sous-préfet.
Pensionnaire de l'Institution Chandeau à Choisy-le-Roi, Marie-Noémi Cadiot se lie en 1843 avec Alphonse-Louis Constant (alias Éliphas Lévi Zahed vers 1850). Ce diacre qui avait quitté le séminaire en 1836 avant d'être ordonné prêtre, écrivain libre penseur et artiste, entretenait simultanément une relation avec une institutrice de l'école, Eugénie Chenevier, dont il eut en septembre 1846 un fils non reconnu prénommé Alphonse. Marie-Noémi Cadiot entretient avec lui une correspondance enflammée et s'échappe à 18 ans en 1846 de chez ses parents pour aller vivre auprès de son « suborneur ». Son père, sous menace d'une accusation de détournement de mineure, oblige Constant à épouser civilement la jeune fille, à la mairie du 10e arrondissement de Paris, le 13 juillet 1846. La famille Cadiot ne dote pas Noémi, les deux époux totalement démunis font leur repas de noces avec quelques pommes de terre frites achetées sur le pont Neuf. Ils ont une fille, Marie, qui meurt, en 1854, à 7 ans. Elle quitte plus tard son mari pour le marquis Alexandre Sarrazin de Montferrier, beau-frère de Josef Hoëné-Wronski[réf. nécessaire].
Cadiot prend des leçons auprès du sculpteur James Pradier, et elle participe notamment aux travaux sur les bas-reliefs de la fontaine Saint-Michel de Paris.
Elle fréquente le club des Femmes d'Eugénie Niboyet, écrit dans Le Tintamarre et Le Moniteur du Soir des feuilletons littéraires sous le pseudonyme de « Claude Vignon » (tiré du roman Béatrix de Balzac), qu'elle fait officialiser en 1866[réf. nécessaire].
Claude Vignon aurait reçu, à partir de 1862, une pension de Napoléon III.
En 1865, Claude Vignon obtient un jugement en nullité de son mariage.
Claude Vignon est correspondante politique de l'Indépendance belge de 1869 à 1880, pour lequel elle suit le travail parlementaire à Paris[réf. nécessaire].
Après son mariage avec Maurice Rouvier le 3 septembre 1872, elle publie aussi sous le pseudonyme de « H. Morel ».
Elle demeure dans un hôtel particulier qu'elle fait construire en 1866, au 148, rue de la Tour à Paris, dont elle est l’architecte et qui est décoré par le peintre Pierre Puvis de Chavannes à partir de la même année. En 1896, cette portion de voie est renommée rue Adolphe-Yvon, situant l'hôtel de l'artiste au niveau de l'actuel no 6. Il est démoli vers 1912.
Claude Vignon est inhumée à Paris au cimetière du Père-Lachaise (46e division). À l’origine, la tombe est ornée d’un buste de bronze à son effigie, par elle-même.

## Œuvre

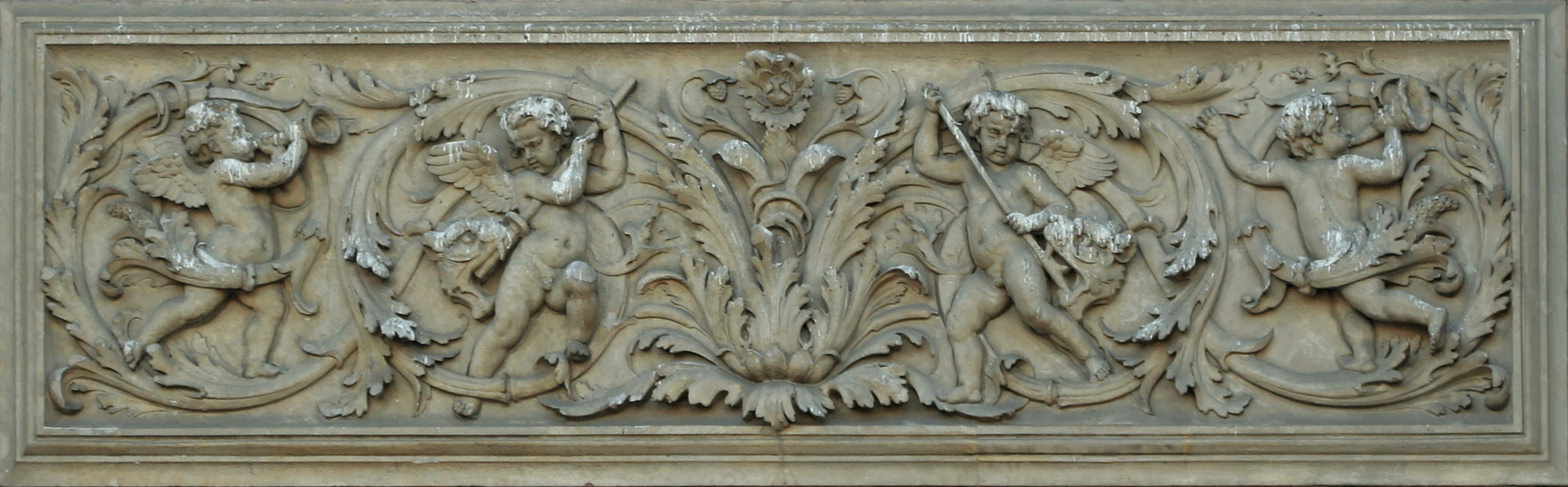
Bas-relief ornemental (vers 1858-1860) pour la fontaine Saint-Michel à Paris.

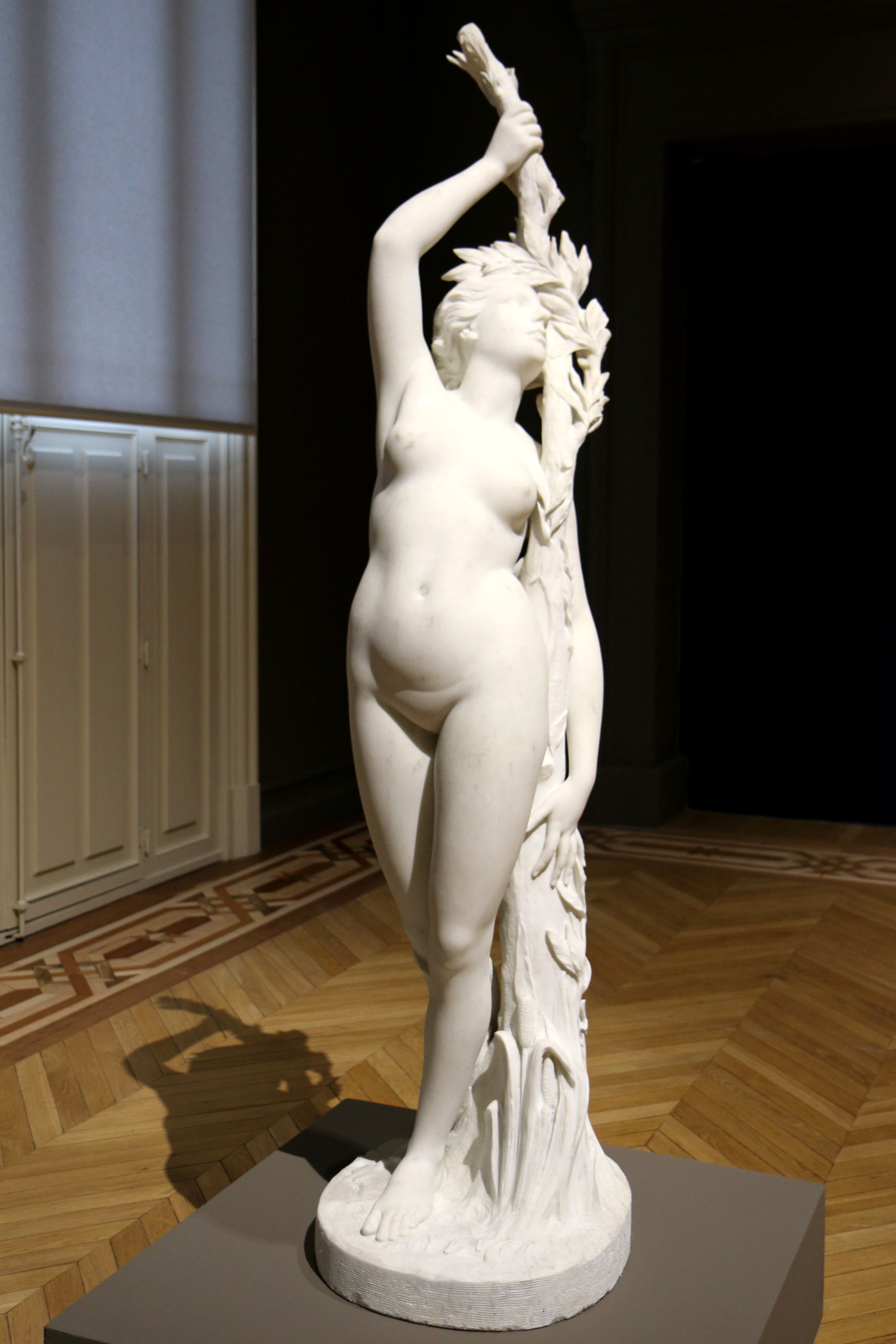
Daphné changée en laurier (1866), musée des Beaux-Arts de Marseille.

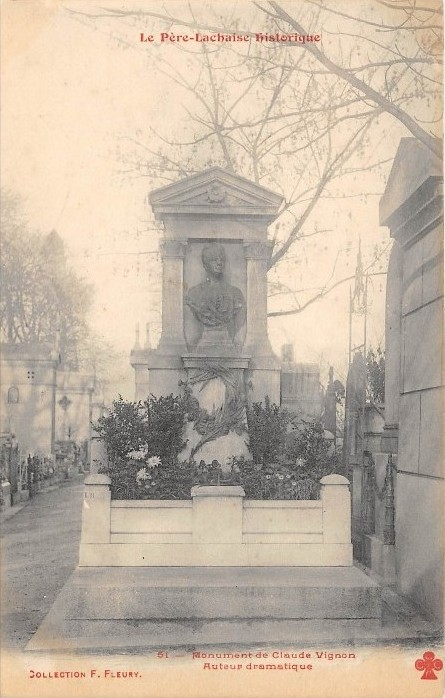
Sépulture de Claude Vignon ornée de son autoportrait en buste, à Paris au cimetière du Père-Lachaise, carte postale (début du XXe siècle).

### Sculpture
- Argenteuil, musée d'Argenteuil : Buste de Charles-Auguste Berthoud.
- Château-Thierry, hôtel de ville : Jean de La Fontaine, 1874, buste en marbre[17],[18],[19], envoyé par l'administration des Beaux-Arts à la Ville de Château-Thierry à la demande du député de Tillancourt, dont Claude Vignon avait exposé un buste en terre cuite au Salon de 1877. Le modèle en plâtre de ce buste est déposé au collège.
- Laon, musée d'Art et d'Archéologie : La Pêche miraculeuse, marbre, attribution au musée en 1878[20].
- Marseille, musée des Beaux-Arts :
  - Daphné changée en laurier, 1866, marbre[21] ;
  - Adolphe Thiers, 1879, buste en marbre[22] retrouvé dans une salle d'archives du lycée Thiers de Marseille en 2016.
- Paris :
  - église Saint-Denys-du-Saint-Sacrement, portail :  Les Quatre vertus cardinales (Prudence, Tempérance, Force et Justice), 1865, bas-reliefs[23],[24].
  - fontaine Saint-Michel : bas-reliefs ornementaux, vers 1858-1860[25].
  - palais du Louvre, 2e étage de l'escalier Lefuel : Les Génies des sciences et leurs attributs, 1859, deux bas-reliefs.
  - musée d'Orsay : Pêcheur à l'Épervier, ou Pêche miraculeuse, 1878, marbre[26].
- Saint-Jean-Cap-Ferrat, port : 
  - Le Pêcheur à l’épervier, ou La Pêche miraculeuse, 1891, statue en bronze[27].

- Localisation inconnue :
  - Bacchante, 1864, statue en plâtre[28].
  - Bacchante, 1866, statue en marbre[29].
  - Deux groupes d'enfants, vers 1867, marbre, sur piédestal en pierre, anciennement à Paris au square Montholon[30].
  - Jules Favre, 1881, buste, achat de l'État[31].

## Salons

### Sous le nom de Constant (MmeNoémi)
- 1852 : L'Enfance de Bacchus, esquisse en plâtre[32].
- 1853 : Bacchus enfant, statue en marbre[32],[33].
- 1853 : Portrait de M. Romieu, buste en marbre[32].
- 1855 : Portrait de M. Goupy, buste en marbre[32].
- 1857 : Idylle, groupe, marbre (no 2797)[34].
- 1857 : Portrait de M. Lefuel, membre de l'Institut, architecte de l'Empereur, buste en marbre (no 2800)[34].
- 1857 : Pierre Gavarni, tête d'étude, terre cuite (no 2801)[34].
- 1857 : Génies champêtres, groupe de couronnement pour le palais du Louvre, façade du vieux Louvre (sans numéro)[35].
- 1857 : Génies printanniers, groupe de couronnement pour le palais du Louvre, façade du vieux Louvre (sans numéro)[35] ;
- 1859 : Un génie, bas relief en plâtre, modèle de l'un des bas-reliefs de l'escalier de la bibliothèque du Louvre (no 3154)[36]. L’ensemble des sculptures de l’escalier Lefuel créé de 1855 à 1859, est son œuvre : génies, œil de bœuf… [37].
- 1861 : La Musique, bas-relief en plâtre, modèle d'un dessus de porte dans l'hôtel du ministre d'État[32].
- 1864 : Portrait de M. Lemaître, receveur général du département de l'Aisne, busteen marbre (no 2560)[38].
- 1864 : Portrait de M. le baron de Beaulieu, buste en terre cuite[35].

### Sous le nom de Vignon (Claude, ouMmeClaude)
- 1865 : Portrait de M***, buste, terre cuite[32].
- 1866 : Portrait de M. Lefebvre-Duruflé, sénateur, buste en marbre[32].
- Exposition universelle de 1867 : Daphné, statue en marbre, musée des Beaux-Arts de Marseille[32].
- 1868 : A. S. de Montferrier, auteur du Dictionnaire des sciences mathématiques, du Dictionnaire de marine, etc. (no 3879)[39].
- 1868 : Portrait de la mère de l'auteur, médaillon (no 3880)[39],[40].
- 1869 : Bacchus enfant, statue en bronze[41],[32].
- 1870 : Portrait de M. le baron Haussmann, buste en marbre[32].
- 1873 : Canova, buste en marbre[32].
- 1874 : Petit danseur aux castagnettes, statue en terre cuite[32].
- 1875 : Portrait de M. M. L…, buste en terre cuite[32].
- 1875 : Portrait de M. M. R…, buste en terre cuite[32].
- 1875 : Daphné, statue en terre cuite émaillée[32].
- 1877 : Portrait de M. Tillancourt, buste en terre cuite[32].
- 1878 : Pécheur à l'épervier, statue en plâtre[32].
- Exposition universelle de 1878 : Pêcheur à l'épervier, statue en marbre[42] (Maison de l'Empereur, aujourd'hui au musée d'Orsay).
- 1879 : M. Thiers, président de la République, buste en marbre, affecté au ministère des Beaux-Arts[32] et retrouvé dans une salle d'archives du lycée Thiers de Marseille en 2016[43].
- 1882 : Le Pécheur à l'épervier, statue en bronze[32].
- 1882 : Portrait de Jules Favre, buste en marbre[32].

Œuvres de Claude Vignon
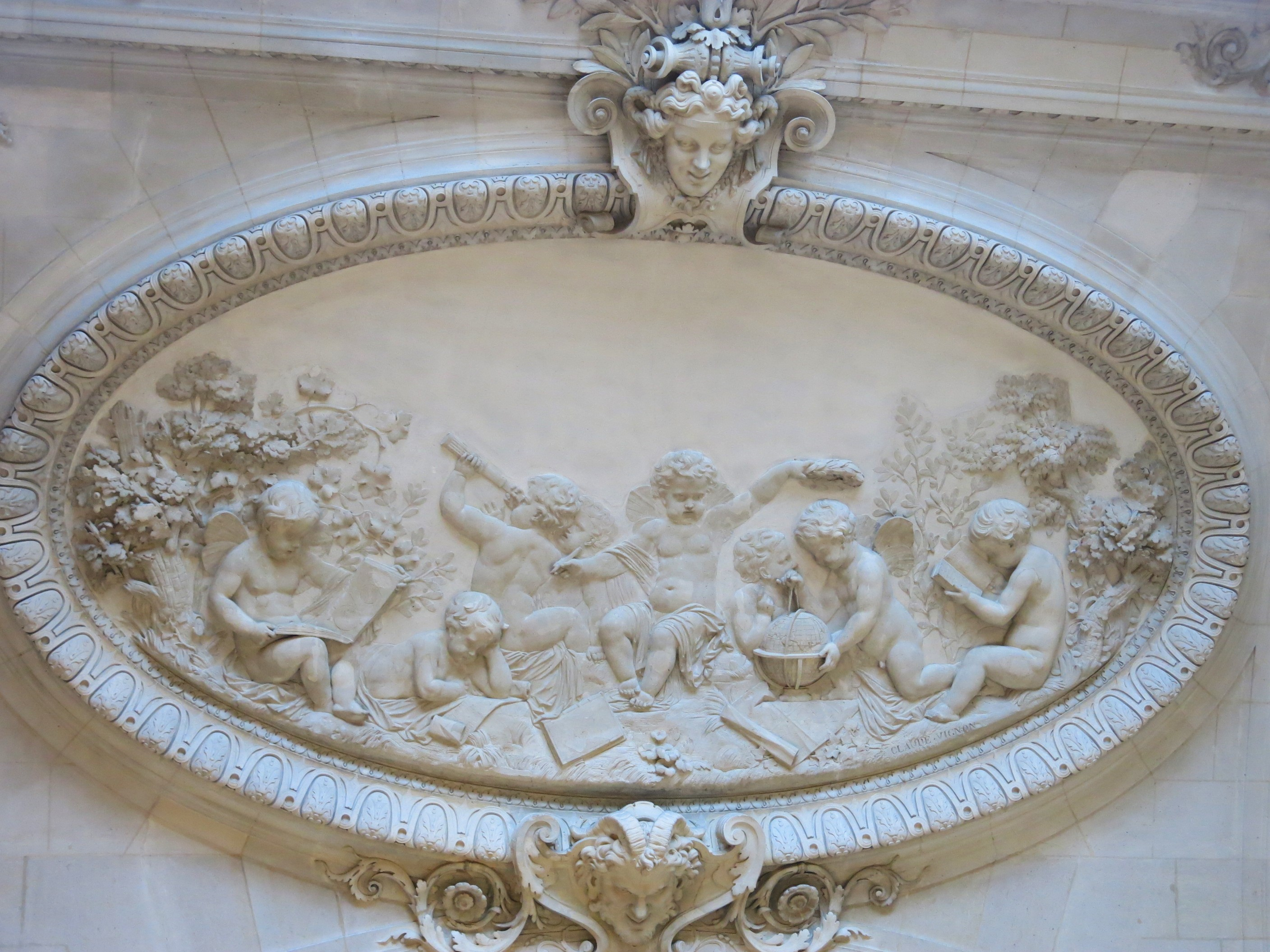
Les Génies des sciences et leurs attributs (1859), Paris, palais du Louvre, 2e étage de l'escalier Lefuel.
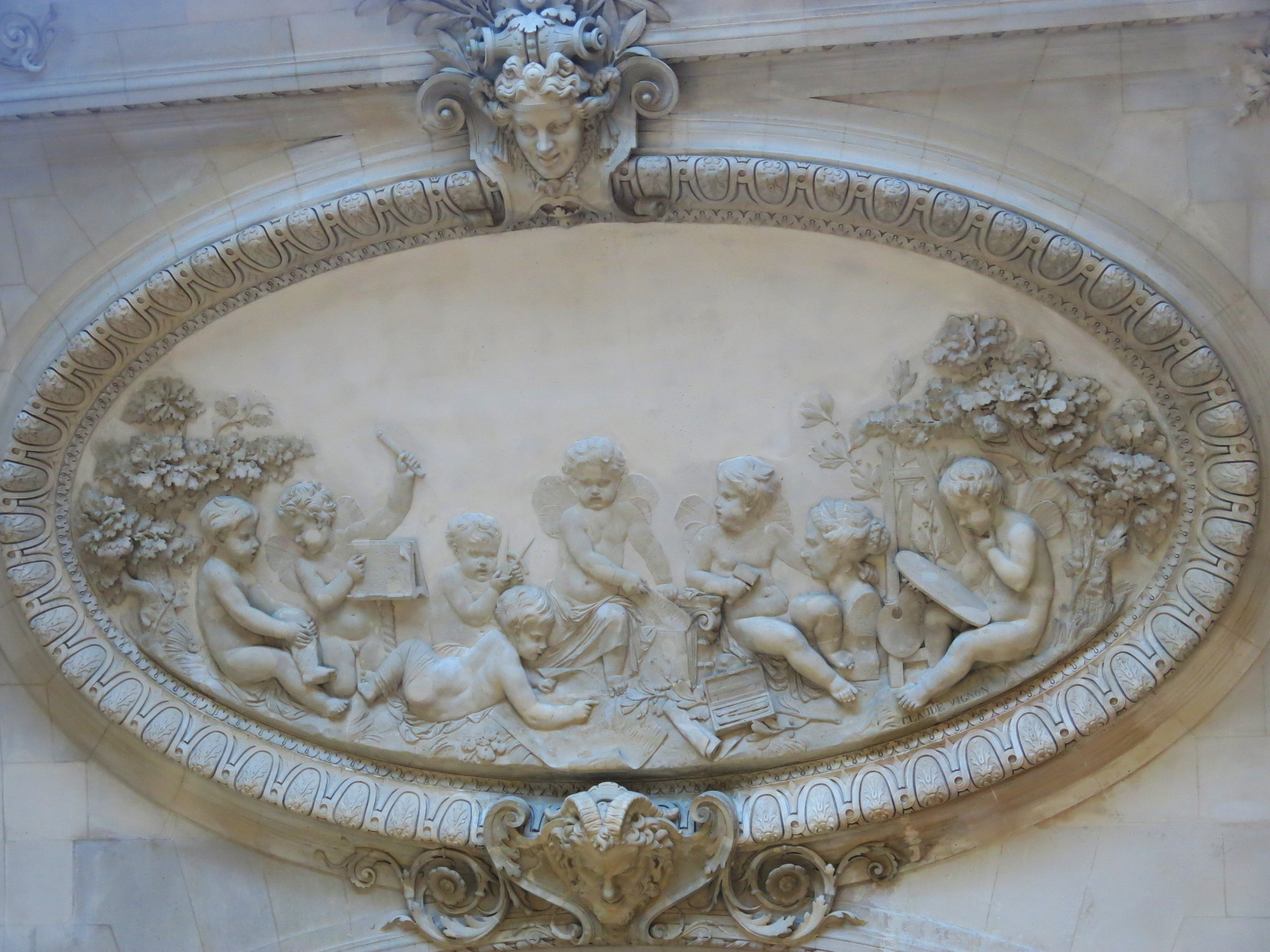
Les Génies des sciences et leurs attributs (1859), Paris, palais du Louvre, 2e étage de l'escalier Lefuel.
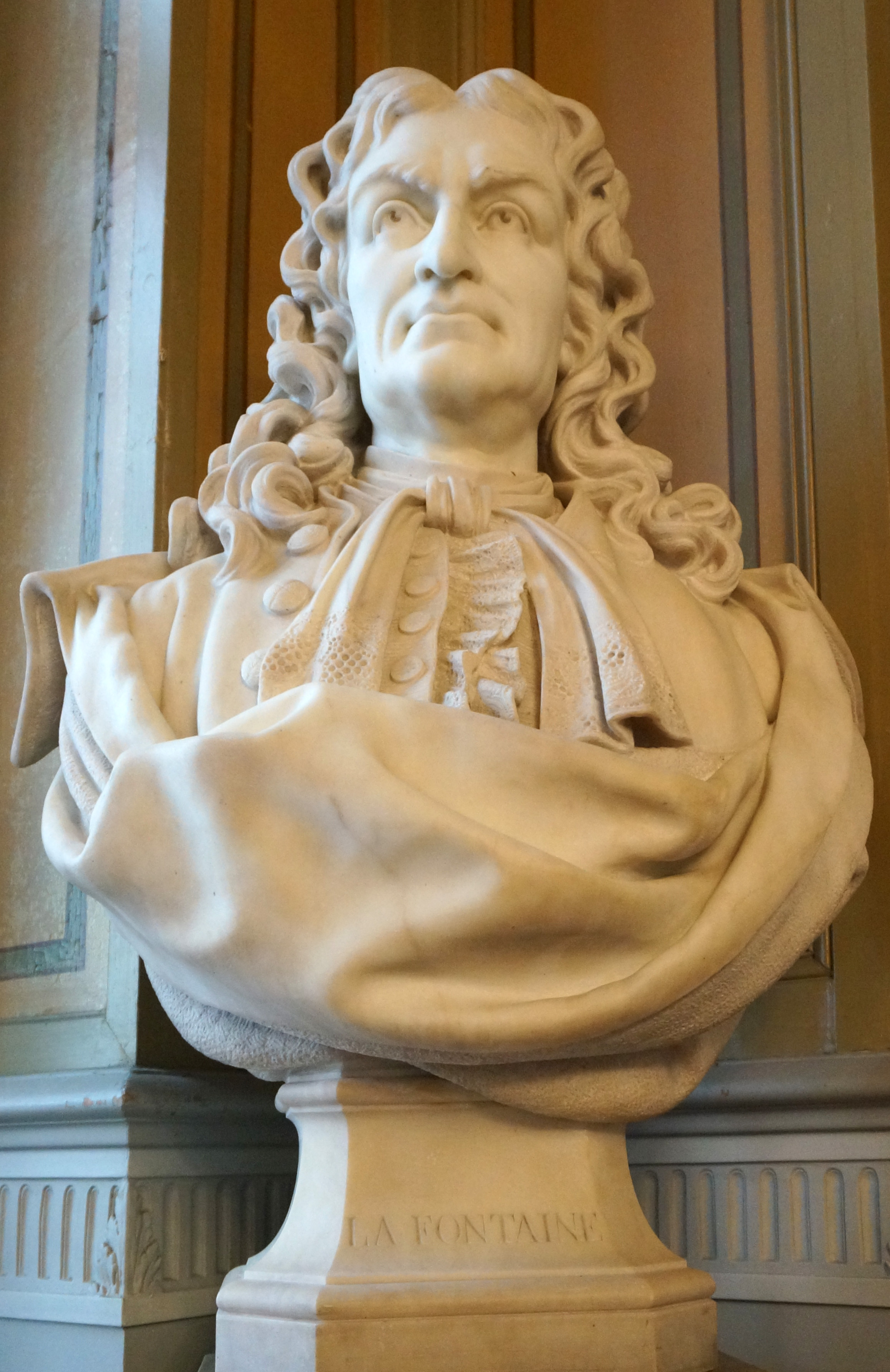
Jean de La Fontaine (1874), hôtel de ville de Château-Thierry.

## Publications
- Fragments sur les campagnes d'Italie et de Hongrie, Paris, Imprimerie Napoléon Chais, 1851, 191 p.
- Contes à faire peur, 1857, Leipzig : Durr, collection « Hetzel » ; réédité  aux Éditions de l'Érable (édition de Fernier), 1969 et aux Éditions de Crémille, 1973, [contient six nouvelles : « Les morts se vengent » (1856) ; « Le convive des trépassés » ; « Les dix mille francs du diable » ; « Isobel la ressuscitée. Légende des bords du Rhin » ; « Le reflet de la conscience » ; « La dalle »].
- Mœurs de province, Jeanne de Mauguel, 1861.
- Récits de la vie réelle, (1861)
- Victoire Normand, E. Dentu, 1862[44].
- Un drame en province. La statue d'Apollon, Hetzel, 1863[45].
- Un naufrage parisien, Michel Lévy frères, 1869[46].
- Château-Gaillard, Michel Lévy frères, 1874[47].
- Élisabeth Vernier, 1875
- Les Drames ignorés, 1876
- Révoltée !, Calmann-Lévy, 1879[48].
- Une Femme romanesque, 1881
- Une Parisienne, étude de femme, 1882.
- Vertige (1883). De Paris à Mennecy. Une revanche au lansquenet, C. Marpon et E. Flammarion éditeurs, 1888, 219 p.
- Le Mariage d’un sous-préfet, 1884
- Étrangère, 1885
- Vingt Jours en Espagne, 1885
- Vertige, 1888 (post mortem)
- Soldats, 1889 (post mortem).

## Iconographie

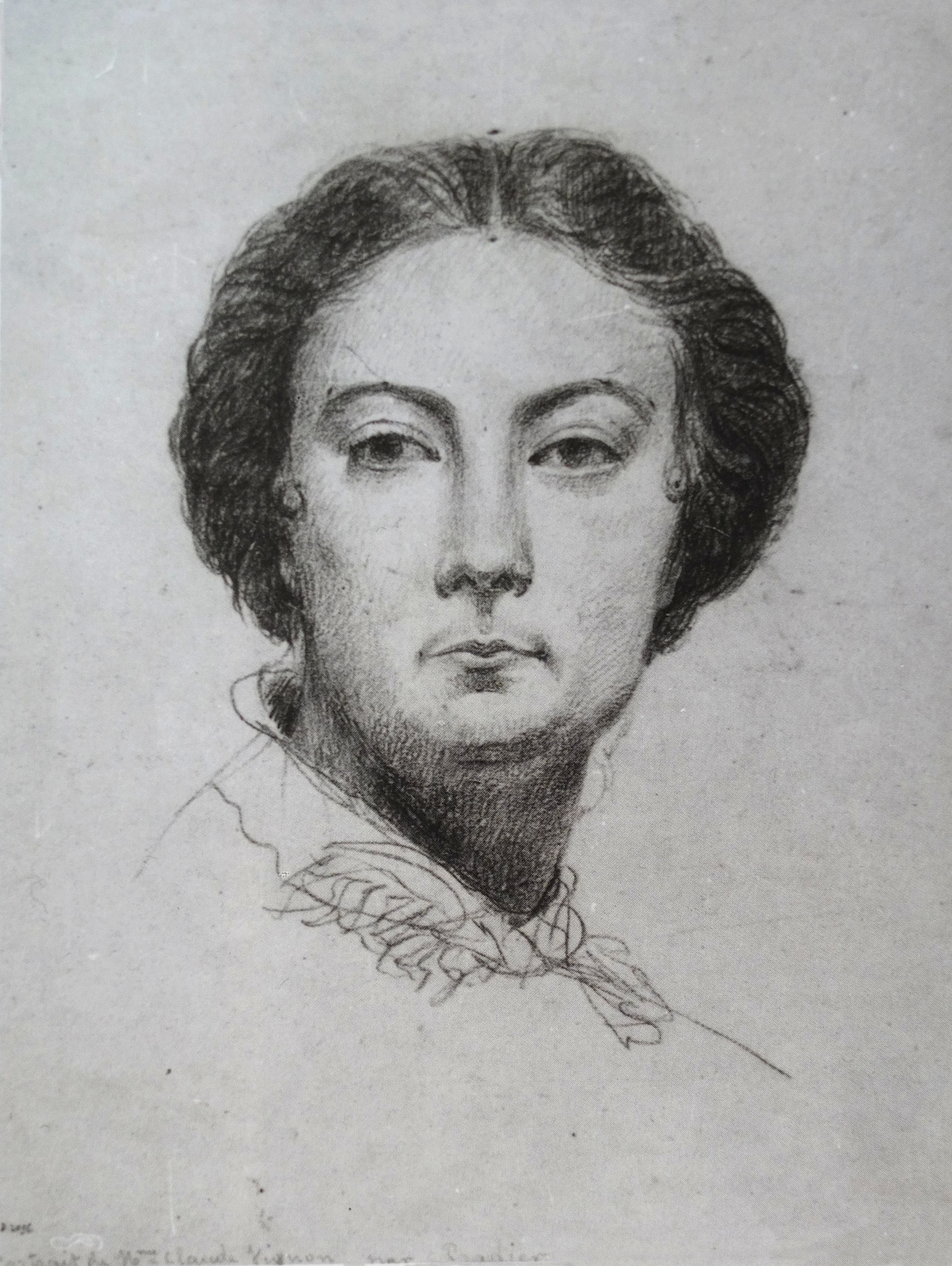
Portrait par James Pradier, vers 1850.

- Gaston Casimir Saint-Pierre (1833-1916), Portrait de Noémie Cadiot dite “Claude Vignon”, sculpteur et écrivain (1828-1888), huile sur toile, château de Versailles (notice RMN en ligne).
- « Mme Claude Vignon 1832-1888 », in Album Disdéri no 16, p. 28, Paris, musée d'Orsay (en ligne).
- Claude Vignon, Autoportrait, buste en bronze, Paris, cimetière du Père-Lachaise, œuvre disparue en 2006[49] puis retrouvée chez un brocanteur[50].
- Portrait au fusain par James Pradier, vers 1850, musée des Beaux-Arts et d'Archéologie de Besançon.